# Bläckfisksvamp
Bläckfisksvamp (Clathrus archeri) är en  svamp från Australien och Tasmanien som även har introducerats till Europa och Nordamerika. 
Bläckfisksvampen växer i lövskogar och på betesmarker och är genom sitt säregna utseende svår att förväxla med någon annan svampart. 
Fruktkroppsanlaget, det så kallade häxägget, är 2–3 centimeter brett och gräddgult i färgen. När häxägget mognar, sprängs det i toppen, varefter 5-8 rödaktiga, långsmala tentakellika armar framträder. På ovansidan av dessa armar, som kan bli mellan 4 och 5 centimeter långa, finns svampens spormassa. 
Svampen har en obehaglig lukt och är inte ätlig.
I Europa förekommer den främst i de södra och centrala delarna och är mer sällsynt längre norrut. I Sverige förekommer den bland annat i Pålsjö skog nära Helsingborg.